# 波田野由衣
波田野 由衣（はたの ゆい、1987年9月18日 - ）は、日本の元女性声優。神奈川県出身。

## 人物
2017年3月31日まで尾木プロ THE NEXTに所属していた。
趣味はマッサージ。

## 出演

### テレビアニメ
2008年
- BLASSREITER（オペレーター）

2009年
- FAIRY TAIL（女の子）

2010年
- ジュエルペット（2010年 - 2013年、ブラウニー） - 4シリーズ

2011年
- アスタロッテのおもちゃ!（リュッカ）
- 夏目友人帳 参（慎一郎〈少年時代〉、憑依された女子生徒）
- ペルソナ4

2012年
- 超訳百人一首 うた恋い。（松君、見送りの人、女房、子供）
- 夏目友人帳 肆（女子生徒、女子小学生）

2013年
- ゆゆ式（女の子達）
- 恋愛ラボ（女子）

2014年
- ウィッチクラフトワークス（生徒）
- 遊☆戯☆王ARC-V

### 劇場アニメ
2012年
- 放課後ミッドナイターズ

### OVA
2012年
- この男子、宇宙人と戦えます。

### ゲーム
2014年
- 不思議の幻想郷3（物部布都）

2015年
- かんぱに☆ガールズ（レッカ・クジョウ）
- ザ・バレットリポーター（PVナレーション）
- 不思議の幻想郷 -THE TOWER OF DESIRE-（物部布都）
- 物部布都と7つの試練（物部布都）

2016年
- あんさんぶるガールズ!!（高原ちあき）
- 不思議の幻想郷 TOD RELOADED（物部布都）

### ラジオ
- BE YOURSELF（アシスタント）

### CM
- WOWOW「グーグーだって猫である」 - ナレーション

### ボイスオーバー
- 奇跡体験!アンビリバボー

### 舞台
- SHOW＆GO FESTIVAL「そう遠くない遭遇」 - 下田サキ 役